# 897
Cette page concerne l'année 897  du calendrier julien.
L'année 897 est une année commune qui commence un samedi.

## Événements
- Janvier : le pape Étienne VI fait déterrer son prédécesseur Formose et le juge (le synode du cadavre)[1].
- 27 mars, Pâques : baptême du chef Normand Hundeus (Huncdée) à Denain, à la limite de la France et de la Lotharingie. Charles le Simple, qui sollicite son alliance, est son parrain[2].
  - Après Pâques, les négociations reprennent entre Eudes et les partisans de Charles le Simple[3]. Elles aboutissent à un accord : Charles renonce au trône de Francie occidentale et reçoit la place forte de Laon. Eudes le désigne comme successeur[2].
- 4 août : abdication de l'empereur du Japon Uda. Début du règne de l'empereur Daigo (mort en 930)[4]. Début de la période Fujiwara au Japon (fin en 1185)[5].
- 11 août : le comte de Barcelone Guifred le Velu est tué en défendant la ville contre un raid des Musulmans[6]. Son fils ainé Guifred Borrell devient comte de Barcelone, de Gérone et d'Ausona, son fils Miron II comte de Cerdagne, son frère Radulf comte de Besalú[7].
- Août : le pape Étienne VI, instrument du parti de Spoléte, est étranglé. Romain est élu pape avant le 20 août (déposé en novembre)[8].
- Décembre : pontificat de Théodore II[9] (règne 20 jours).

- Les Arabes de Cilicie attaquent l'empire byzantin sur terre et sur mer (897-898)[10].
- Confirmation des possessions de l'abbaye de Saint-Martin-de-Montredon, aujourd'hui Saint-Martin-des-Puits par le roi Eudes[11].